# Lepthyphantes ollivieri
Lepthyphantes ollivieri là một loài nhện trong họ Linyphiidae.
Loài này thuộc chi Lepthyphantes. Lepthyphantes ollivieri được J. Denis miêu tả năm 1957.